# Liga de Campeones Femenina de la OFC 2023
La Liga de Campeones de la OFC 2023 fue la edición inaugural de la Liga de Campeones Femenina de la OFC, el principal torneo de fútbol de clubes femenino de Oceanía organizado por la Confederación de Fútbol de Oceanía (OFC).Se realizó en Papúa Nueva Guinea
AS Academy ganó la primera edición del torneo después de ganar sus cuatro partidos.

## Equipos
Un total de 6 equipos de 6 (de 11) asociaciones miembros de la OFC participaron en la competición.

## Fase de grupos
Originalmente, los seis equipos se dividirían en dos grupos de tres y los dos ganadores de cada grupo pasarían a la final. Eastern Suburbs se retiró después del sorteo, alegando preocupaciones sobre los costos, el tiempo y la seguridad.  Los cinco equipos restantes jugaron entre sí en un sistema de todos contra todos en una sede centralizada en Papúa Nueva Guinea.
El sorteo de la fase de grupos original fue anunciado por la OFC el 4 de mayo de 2023. Los 6 equipos fueron sorteados en dos grupos de tres.
Todas las horas eran locales, PGT ( UTC+10 ).

#### Grupo A
| Pos. | Equipo            | Pts. | PJ | G | E | P | GF | GC | Dif. | Situación |     | ASA | HEK | KOL | LAB | KIW |
| ---- | ----------------- | ---- | -- | - | - | - | -- | -- | ---- | --------- | --- | --- | --- | --- | --- | --- |
| 1    | AS Academy        | 12   | 4  | 4 | 0 | 0 | 15 | 3  | +12  | Campeón   |     | —   |     |     | 4–1 | 5–0 |
| 2    | Hekari United (H) | 9    | 4  | 3 | 0 | 1 | 17 | 2  | +15  |           |     | 1–2 | —   |     | 2–0 |     |
| 3    | Koloale           | 6    | 4  | 2 | 0 | 2 | 4  | 10 | −6   |           | 1–4 | 0–5 | —   |     |     |     |
| 4    | Labasa            | 3    | 4  | 1 | 0 | 3 | 7  | 7  | 0    |           |     |     | 0–1 | —   | 6–0 |     |
| 5    | Kiwi              | 0    | 4  | 0 | 0 | 4 | 1  | 22 | −21  |           |     | 0–9 | 1–2 |     | —   |     |

 Fuente: OFC

## Resultados
| 1 de junio de 2023 | Labasa | 6:0 | Kiwi | Estadio Sir Hubert Murray, Puerto Moresby        |                                                  |
| 12:00              |        |     |      | Asistencia: 1 232 espectadores Árbitro(s): [[ ]] | Asistencia: 1 232 espectadores Árbitro(s): [[ ]] |

| 1 de junio de 2023 | Hekari United | 1:2 | AS Academy | Estadio Sir Hubert Murray, Puerto Moresby      |                                                |
| 17:00              |               |     |            | Asistencia: 874 espectadores Árbitro(s): [[ ]] | Asistencia: 874 espectadores Árbitro(s): [[ ]] |

| 3 de junio de 2023 | Labasa | 0:1 | Koloale | Estadio Sir Hubert Murray, Puerto Moresby        |                                                  |
| 12:00              |        |     |         | Asistencia: 1 921 espectadores Árbitro(s): [[ ]] | Asistencia: 1 921 espectadores Árbitro(s): [[ ]] |

| 3 de junio de 2023 | Kiwi | 0:9 | Hekari United | Estadio Sir Hubert Murray, Puerto Moresby        |                                                  |
| 17:00              |      |     |               | Asistencia: 1 921 espectadores Árbitro(s): [[ ]] | Asistencia: 1 921 espectadores Árbitro(s): [[ ]] |

| 5 de junio de 2023 | Kiwi | 1:2 | Koloale | Estadio Sir Hubert Murray, Puerto Moresby        |                                                  |
| 12:00              |      |     |         | Asistencia: 1 100 espectadores Árbitro(s): [[ ]] | Asistencia: 1 100 espectadores Árbitro(s): [[ ]] |

| 5 de junio de 2023 | AS Academy | 4:1 | Labasa | Estadio Sir Hubert Murray, Puerto Moresby        |                                                  |
| 17:00              |            |     |        | Asistencia: 1 100 espectadores Árbitro(s): [[ ]] | Asistencia: 1 100 espectadores Árbitro(s): [[ ]] |

| 8 de junio de 2023 | AS Academy | 5:0 | Kiwi | Estadio Sir Hubert Murray, Puerto Moresby        |                                                  |
| 12:00              |            |     |      | Asistencia: 2 325 espectadores Árbitro(s): [[ ]] | Asistencia: 2 325 espectadores Árbitro(s): [[ ]] |

| 8 de junio de 2023 | Koloale | 0:5 | Hekari United | Estadio Sir Hubert Murray, Puerto Moresby        |                                                  |
| 17:00              |         |     |               | Asistencia: 2 325 espectadores Árbitro(s): [[ ]] | Asistencia: 2 325 espectadores Árbitro(s): [[ ]] |

| 10 de junio de 2023 | Koloale | 1:4 | AS Academy | Estadio Sir Hubert Murray, Puerto Moresby        |                                                  |
| 12:00               |         |     |            | Asistencia: 2 667 espectadores Árbitro(s): [[ ]] | Asistencia: 2 667 espectadores Árbitro(s): [[ ]] |

| 10 de junio de 2023 | Hekari United | 2:0 | Labasa | Estadio Sir Hubert Murray, Puerto Moresby        |                                                  |
| 17:00               |               |     |        | Asistencia: 2 667 espectadores Árbitro(s): [[ ]] | Asistencia: 2 667 espectadores Árbitro(s): [[ ]] |